# Архиерейский собор Русской православной церкви (1961)
Архиере́йский собо́р Ру́сской правосла́вной це́ркви 1961 го́да — архиерейский собор Русской православной церкви, состоявшийся 18 июля 1961 года в Троице-Сергиевой лавре под председательством патриарха Московского и всея Руси Алексия I. Основной причиной созыва собора была навязанная советскими властями «приходская реформа», коренным образом изменившая структуру и принципы приходского управления. Также собор расширил число постоянных членов Священного Синода, включив в него председателя ОВЦС и управляющего делами Московского Патриархата; собор обсудил участие РПЦ во Всемирном общехристианском конгрессе в защиту мира, проходившем в Праге 13—18 июня 1961 года и постановил вступить во Всемирный совет церквей. Собор был подготовлен в обстановке чрезвычайной секретности и проведён с грубыми административно-каноническими нарушениями.

## Подготовка
После избрания первым секретарём ЦК КПСС Н. С. Хрущёва усилилось наступление государства на Церковь, одним из направлений которого было вытеснение из руководства приходской церкви священнослужителей.
Началом «приходской реформы» явившейся, по мнению доктора исторических наук А. Н. Марченко, спланированной операцией по отстранению духовенства от власти в приходах и коренной ломке системы церковного управления, стало Постановление ЦК КПСС от 13 января 1960 года «О мерах по ликвидации нарушений духовенством Советского законодательства о культах». В нём было сказано, что «вопреки советскому законодательству о культах, предоставлявшему право управления религиозными общинами органам, выбранным из числа самих верующих, церковнослужители сосредоточили всё руководство приходами в своих руках и используют это в интересах укрепления и распространения религии». Документ обвинял священников в «узурпации власти» в приходах и решительно требовал её возвращения мирянам в соответствии с законодательством. Воплощать в жизнь это решение партии должен был Совет по делам Русской Православной Церкви. Его 6 февраля 1960 года возглавил генерал-лейтенант КГБ Владимир Куроедов. В течение второй половины 1960 года патриарха Алексия и многих архиереев приглашали в Совет по делам Русской Православной Церкви. Власти требовали от Патриарха дать согласие на внесение изменений в пункт IV «Положения об управлении Русской православной церкви» — передать управленческие и финансово-хозяйственные функции от священнослужителей церковным советам.
16 марта 1961 года Совет министров СССР принял постановление «Об усилении контроля за исполнением законодательства о культах», в котором говорилось о необходимости восстановления прав исполнительных органов церковных общин по ведению финансовой и хозяйственной деятельности в соответствии с законодательством о культах. Патриарх Алексий безрезультатно пытался этому противодействовать. По мнению историка Т. А. Чумаченко, это постановление подняло волну «административного насилия, беззакония по отношению к Церкви, к духовенству и верующим, чаще приобретавшую черты политической войны».
31 марта 1961 года в Совет по делам Русской православной церкви (РПЦ) были приглашены патриарх Алексий и находившиеся в Москве постоянные члены Священного синода митрополит Ленинградский и Ладожский Питирим (Свиридов), архиепископ Тульский и Белёвский Пимен (Извеков) и епископ Подольский Никодим (Ротов). Председатель Совета по делам РПЦ Владимир Куроедов предложил архипастырям провести коренную реформу приходского управления и передать управление приходскими общинами от настоятеля исполнительному органу, в который не должны входить клирики храма. Заканчивая беседу, В. А. Куроедов сообщил патриарху Алексию о секретном постановлении правительства, которое стало причиной «настоятельной просьбы» Совета по делам Русской Православной Церкви к руководству Московской Патриархии о срочном пересмотре «Положения об управлении Русской Православной Церкви». Иерархи согласились с мнением правительства и не стали возражать относительно проведения «приходской реформы».
18 апреля было подготовлено постановление Священного синода, в котором разграничивались обязанности клира, настоятеля прихода и исполнительных органов. Настоятелю и клиру вменялось в обязанность сосредоточить своё внимание на духовном руководстве приходом и на богослужении, а клирики освобождались от участия в хозяйственно-финансовой деятельности. Хозяйством и финансами полностью распоряжался исполнительный орган прихода, на которого возлагалась ответственность перед гражданской властью за сохранность храма и его имущества. Постановление Священного синода стало проводиться в жизнь под контролем уполномоченных Совета по делам РПЦ. Это вызвало недовольство епископов. Своё несогласие с данной реформой приходского управления высказали: архиепископы Ташкентский Ермоген (Голубев), Винницкий Симон (Ивановский), Симферопольский Лука (Войно-Ясенецкий), епископы Новосибирский Донат (Щёголев) и Черниговский Андрей (Сухенко). Особенно точно спрогнозировал негативные последствия «приходской реформы» архиепископ Симферопольский Лука (Войно-Ясенецкий): «Отныне подлинными хозяевами церкви будут только церковные советы и двадцатки, конечно, в союзе с уполномоченными. Высшее и среднее духовенство останутся только наемными исполнителями богослужений, лишенными большей части власти в распоряжении церковными зданиями, имуществом и деньгами». Несогласие с решением Синода РПЦ выражали как российские архиереи, так и зарубежные православные епископы. Патриарх Болгарский Кирилл в послании Патриарху Алексию I сказал, что Синод не имеет полномочий принимать такие решения. Утвердить решение Синода должен был Архиерейский собор. Подготовка к нему проводилась под контролем Совета по делам РПЦ.
Собор готовился в обстановке чрезвычайной секретности. Фактически его организаторами были не столько работники Московской Патриархии, сколько приехавшие в лавру председатель Совета по делам Русской православной церкви В. А. Куроедов и уполномоченный Совета по Москве и Московской области А. А. Трушин. Большинство епископов были вызваны телеграммами в Троице-Сергиеву лавру не заблаговременно, а в последний момент. Каждый из них, собираясь на торжества по случаю празднования дня святого Сергия Радонежского, ничего не знал о готовящемся Соборе. По воспоминаниям архиепископа Павла (Голышева): «Никто не знал, зачем нас вызвал Патриарх. Каждый из нас думал, что приглашен на торжество в Троице-Сергиеву Лавру по случаю дня преподобного Сергия, для служения с Патриархом. Когда приехали в Лавру, то увидели, что приглашены почти все епископы Патриархии. Мы спрашивали друг друга о причине такого съезда — и никто ничего не знал… В два часа ночи был вызван к архиепископу Пимену епископ Палладий (Шерстенников). Он так был перепуган, что просил помолиться о нём и, уходя, сказал: „Если я не вернусь, знайте, что я арестован“. Вскоре он вернулся. Ему дали заранее кем-то составленную речь, которую ему предложили зачитать на Соборе. Что он впоследствии исполнил».
Решение Священного Синода о проведении Собора было объявлено епископам в день праздника — 18 июля на праздничном обеде в патриарших покоях, после совершения Божественной литургии и крестного хода. Неизвестность и секретность лишали возможности недовольную часть епископата должным образом подготовиться к обстоятельному протестному выступлению против «приходской реформы». По утверждению доктора церковной истории протоиерея Владислава Цыпина, «власти требовали от Священного Синода так провести Собор, чтобы он единогласно утвердил решение о радикальном реформировании порядка приходского управления».
Архиепископ Ермоген (Голубев) отмечал: «Собор не был созван, как полагалось бы, через послание патриарха, а телеграммами из Патриархии на имя правящих архиереев с приглашением принять участие в богослужениях в Лавре <…> Прибывшие архиереи были поставлены в известность об имеющемся быть Соборе <…> менее чем за сутки до его открытия. Подобный способ созыва Собора не обычен и канонически не может быть оправдан».

## Ход собора
Во вступительной речи патриарх Алексий I осветил все вопросы повестки дня, уделив бо́льшее внимание реформе приходского управления по разграничению обязанностей приходского клира и исполнительных органов, указав при этом на апостольское решение из книги Деяния святых апостолов (Деян., 6:2), согласно которому служителям Церкви подобает пребывать в молитве и служении слова, а заботу о столах передать избранным из среды церковной лицам. По мнению историка церкви А. Марченко, ссылка на Книгу Деяний святых апостолов, вырванная из общего контекста повествования, была явно неудачным аргументом для того, чтобы оправдать приходскую реформу, изменявшую канонический строй церковной жизни и подрывавшую сложившийся порядок приходского управления. Реалии первохристианских общин не могут быть в полной мере отнесены к практике жизни современной Церкви.
Следующий доклад «Об изменениях в „Положении об управлении Русской Православной Церкви“», касающихся раздела IV «О приходах», сделал управляющий делами Московской Патриархии архиепископ Тульский и Белевский Пимен (Извеков). Аргументируя необходимость «приходской реформы», иерарх зачитал участникам Собора краткий историко-канонический очерк развития вопроса об устройстве приходской жизни. Тенденциозно утверждая каноничность и историчность предоставления мирянам широких полномочий в приходской жизни, архиепископ Пимен так же, как и патриарх Алексий, делал это в отрыве от реальной ситуации. Архиепископ Пимен призывал епископов утвердить приходскую реформу. Как и ранее председатель Совета по делам Русской православной церкви В. А. Куроедов, архиепископ Пимен говорил о «широких демократических преобразованиях в стране, которые должны найти отражение в церковной жизни». По оценке протоиерея Всеволода Шпиллера, доклад архиепископа сводился к «до странности поверхностной и беглой церковно-исторической справке», в которой не давалось «ни канонического, ни церковно-правового или богословского обоснования» предложенной к утверждению реформы.
Собор одобрил изменения раздела «О приходах» от 18 апреля 1961 года, утвердил и обсудил все остальные вопросы повестки дня. Как вспоминал архиепископ Павел (Голышев): «Все присутствующие на этом Соборе епископы были запуганы и боялись сказать слово. <…> В самый день праздника, после литургии, мы были приглашены к Патриарху на чашку чая. Когда мы сели за стол, то увидели, что рядом с Патриархом сидит товарищ Куроедов. Нам зачитали Постановление Собора епископов, и Патриарх предложил всем подписать. Все сидели и молчали … Кто-то из епископов хотел сказать, но Патриарх не дал ему слова. Впоследствии этот епископ был лишен места и уволен на покой. В такой обстановке не могло быть и речи о каком-либо обсуждении поставленного вопроса. Все присутствующие епископы в гробовом молчании стали подписывать постановление Собора. Обстановка была угнетающая… Я буду считать всю жизнь своим великим грехом поставленную мной подпись под решением этого Собора. Я никогда не был согласен с решением Собора и никогда не соглашусь».
Архиерейский Собор вынес решение о присвоении ордена Русской православной церкви во имя святого равноапостольного великого князя Владимира первому гражданину СССР патриарху Московскому и всея Руси Алексию.

## Итоги и оценки
Борец за независимость церкви Архиепископ Ермоген (Голубев) обратился в 1965 году с письмом к патриарху Алексию I с просьбой пересмотреть дискриминационные решения Архиерейского собора 1961 года, которые поставили священника на уровень наёмника общины. Его поддержали 9 епископов Русской Церкви. По мнению С. С. Бычкова, это был первый в истории Русской Церкви советского периода протест такого масштаба против собора, который С. С. Бычков назвал «разбойничьим»: «И этого архиепископу Еромогену не могли простить ни богоборцы из ЦК КПСС и Совета по делам религий, ни верные им епископы, сохранившие верность богоборческим властям. В 1968 году они пригласили ссыльного владыку Ермогена в Москву и устроили над ним судилище, которое можно сравнить лишь с тем позорным судилищем, которое по приказу Иоанна Грозного устроили епископы над святым митрополитом Филиппом (Колычёвым) в ХVI веке».
Решения Архиерейского собора 1961 года были подтверждены Поместным собором Русской православной Церкви 1971 года. Однако в новых условиях навязанная властью приходская реформа была отменена Уставом об управлении Русской Православной Церкви, принятым Поместным Собором Русской Православной Церкви 8 июня 1988 года. Собор возвратил священникам-настоятелям главенствующие функции в жизни прихода.
Уступки, предпринятые руководством Церкви под нажимом Идеологического Отдела ЦК КПСС, по оценке кандидата богословия Димитрия Сазонова, обернулись не только административной, но и богословской, экклезиологической катастрофой. Произошли кардинальные изменения в церковной структуре, искажение её канонического строя, распад и разложение церковных общин, массовое закрытие храмов.
По оценке доктора церковной истории Алексия Марченко, «приходская реформа», как и многие другие мероприятия, направленные на разрушение церковной жизни, принималась и реализовывалась органами высшей церковной власти по требованию власти гражданской. Однако c церковно-юридической стороны действия патриарха Алексия I и Священного Синода не были безупречны и вызвали справедливую критику значительной части епископата. Собор стал очередной грубой и насильственной акцией советской власти в отношении Русской Православной Церкви. Под страхом увольнения на покой и репрессий архиереи были вынуждены подписать заранее подготовленные соборные постановления, ставившие духовенство в унизительное положение.